# ناگیسا آبه
ناگیسا آبه (انگلیسی: Nagisa Abe؛ زادهٔ ۳۱ اکتبر ۱۹۸۳) خواننده و بازیگر اهل ژاپن است.